# Have You Ever Seen the Rain?
Have You Ever Seen the Rain ist ein Song der US-amerikanischen Rockband Creedence Clearwater Revival, geschrieben von John Fogerty und 1971 als Single aus dem Album Pendulum (1970) veröffentlicht.

## Inhalt
In seiner Rezension des Songs für AllMusic meint Mark Deming, dass „Have You Ever Seen the Rain“ den Niedergang des gegenkulturellen politischen Idealismus der 1960er Jahre während der Nixon-Regierung angesichts von Ereignissen wie dem Altamont Free Concert und den Kent State Shootings zum Thema hat. John Fogerty hat jedoch in Interviews und vor dem Spielen des Liedes in Konzerten gesagt, dass es um Spannungen innerhalb von Creedence Clearwater Revival selbst und den bevorstehenden Austritt seines Bruders Tom Fogerty aus der Band geht.
„In diesem Song geht es wirklich um die bevorstehende Auflösung von Creedence. Das Bild ist, dass man einen hellen, schönen, sonnigen Tag haben kann und dass es gleichzeitig regnen kann“, sagte Fogerty 1993 dem Magazin Rolling Stone.
In einem Interview mit American Songwriter aus dem Jahr 2020 erklärte Fogerty, dass die Zeile „Have you ever seen the rain, coming down on a sunny day?“ von den Gefühlen des Unbehagens und der Depression der Band auf dem Höhepunkt ihres Ruhms und kommerziellen Erfolgs inspiriert war. Die Band löste sich schließlich im Oktober 1972 auf, nachdem das Album Mardi Gras veröffentlicht worden war.
Im wörtlichen Sinne beschreibt das Lied einen Sonnenschauer, wie z. B. in dem Text „It'll rain a sunny day“ und dem Refrain „Have you ever seen the rain, comin' down on a sunny day?“ Diese Ereignisse treten besonders häufig im tiefen Süden auf, was auf lokale atmosphärische Windscherungseffekte zurückzuführen ist.

## Musikvideo
Zum 50-jährigen Jubiläum der Band im Jahr 2018 wurde ein Musikvideo zu Have You Ever Seen the Rain veröffentlicht. In dem Video spielen aufstrebende Schauspieler wie Jack Quaid, Sasha Frolova und Erin Moriarty mit. Das Video wurde in Montana von Regisseur Laurence Jacobs gedreht, der es als „eine Coming-of-Age-Geschichte“ und „etwas eindeutig Reales, das die Identität einschließt“ beschrieb. „Nicht die Teenagerjahre, sondern speziell die frühen 20er Jahre, wenn man noch wächst und versucht, jemand zu werden.“ Die Geschichte, die von Jacobs und Luke Klompien gemeinsam geschrieben wurde, handelt von „drei besten Freunden, die in Montana leben, bis einer von ihnen wegzieht“, und enthält Szenen, in denen die Darsteller „Steine in den Fluss springen lassen“, „in einem alten roten Chevy-Pickup-Truck durch die Landschaft fahren, den Sonnenuntergang beobachten und sich am Feuer treffen“. Am 26. Juni 2019 wurde ein Featurette über die Entstehung des Videos veröffentlicht, das Interviews mit den Schauspielern und dem Regisseur enthält und auch Dialoge zwischen den Schauspielern zeigt.

## Kommerzieller Erfolg

### Chartplatzierungen
Der Song war in Kanada am erfolgreichsten und erreichte im März 1971 Platz eins der nationalen RPM-100-Singles-Charts. In den USA erreichte er im selben Jahr Platz acht der Billboard Hot 100 Singles-Charts und Platz drei der Cash Box Pop-Charts. Im Vereinigten Königreich erreichte das Stück Platz 36. Es war die achte Gold-Single der Gruppe. Im März 2023 übertraf der Song eine Milliarde Streams auf Spotify.
| ChartsChartplatzierungen       | Höchstplatzierung | Wochen |
| ------------------------------ | ----------------- | ------ |
| Österreich (Ö3)                | 3 (12 Wo.)        | 12     |
| Vereinigte Staaten (Billboard) | 8 (10 Wo.)        | 10     |
| Vereinigtes Königreich (OCC)   | 36 (6 Wo.)        | 6      |

| ChartsJahrescharts (1971) | Platzierung |
| ------------------------- | ----------- |
| Österreich (Ö3)           | 5           |

### Auszeichnungen für Musikverkäufe
| Land/Region                  | Auszeichnungen für Musikverkäufe (Land/Region, Auszeichnung, Verkäufe) | Verkäufe   |
| ---------------------------- | ---------------------------------------------------------------------- | ---------- |
| Australien (ARIA)            | 8× Platin                                                              | 560.000    |
| Brasilien (PMB)              | Gold                                                                   | 30.000     |
| Dänemark (IFPI)              | Platin                                                                 | 90.000     |
| Deutschland (BVMI)           | Gold                                                                   | 250.000    |
| Italien (FIMI)               | Platin                                                                 | 50.000     |
| Neuseeland (RMNZ)            | 9× Platin                                                              | 270.000    |
| Portugal (AFP)               | 2× Platin                                                              | 20.000     |
| Spanien (Promusicae)         | 3× Platin                                                              | 180.000    |
| Vereinigte Staaten (RIAA)    | Gold (Physisch) · + 8× Platin (Digital)                                | 9.000.000  |
| Vereinigtes Königreich (BPI) | Platin                                                                 | 600.000    |
| Insgesamt                    | 3× Gold · 33× Platin ·                                                 | 11.050.000 |

Hauptartikel: Creedence Clearwater Revival/Auszeichnungen für Musikverkäufe

## Bonnie-Tyler-Version
Die walisische Sängerin Bonnie Tyler coverte den Song auf ihrem 1983 erschienenen Album Faster Than the Speed of Night. Der Titel wurde als dritte Single des Albums im Juni 1983 veröffentlicht. In dieser Version erreichte der Song auch die deutschen Charts mit Platz 63 und einer Verweildauer von vier Wochen.

## Weitere Coverversionen (Auswahl)
- Boney M. coverten den Song auf ihrem Album Love for Sale von 1977.[16] Dieser wurde später in Modjos Music Takes You Back gesampelt.
- Minutemen coverten den Song 1985 auf ihrem Album 3-Way Tie (For Last).[17]
- Johnny Cash coverte den Song 1985 für sein Album Rainbow.[18]
- Joan Jett and the Blackhearts coverten den Song 1990 auf ihrem Album The Hit List.[19]
- Spin Doctors coverte den Song für den Soundtrack des Films Philadelphia von 1993.[20]
- The Ramones nahmen den Song 1994 auf ihr Coveralbum Acid Eaters auf.[21]
- Smokie coverten den Song auf ihrem 1995er Album The World And Elsewhere.[22]
- Rod Stewart nahm den Song 2006 auf sein Cover-Album Still the Same... Great Rock Classics of Our Time auf.[23]
- Willie Nelson und seine Tochter Paula Nelson coverten den Song für sein 2013er Album To All the Girls...[24]
- Music Travel Love nahmen 2019 eine Coverversion für ihren YouTube-Kanal auf.[25]
- Struggle Jennings und seine Tochter Brianna Harness coverten den Song auf seinem Album Monte Carlo aus dem Jahr 2023.[26]

### Versionen in anderen Sprachen
Spanisch
- Laureano Brizuela – "Cerca de ti"[27]
- Ana Gabriel – "Ven a ver Llover"[28]
- Juan Gabriel – "Have You Ever Seen the Rain (Gracias al Sol)"[29]
- Karina – "Quiero saber"[30]

Portugiesisch
- The Fevers – Não Devo Mais Ficar[31]
- Gilberto e Gilmar – Não Devo Mais Ficar[32]
- KLB – Não Devo Mais Ficar[33]
- Paulo Ricardo – Eu Não Devo Mais Ficar[34]